# Diari Més
El Diari Més és un diari gratuït d'informació local i comarcal en català amb edicions a Tarragona, l'Ebre, Reus i la Costa Daurada, que va néixer el 2004 del Grup 100% Comunicació que es distribueix a les comarques de l'Alt Camp, el Baix Camp, el Baix Penedès i el Tarragonès. Es publica tots els dies feiners de l'any, de dilluns a divendres. El primer director fou Carles Magrané Unda des del 2002, procedent del diari El Punt. El març del 2014 celebrà el desè aniversari amb un acte al Casino de Tarragona amb el secretari de Comunicació del Govern, Josep Martí; el president de la Diputació de Tarragona i alcalde de Vila-seca, Josep Poblet, i el director general de Tamediaxa, empresa editora del diari, Carles Abelló.